# Đại sứ quán Việt Nam Cộng hòa tại Thái Lan
Đại sứ quán Việt Nam Cộng hòa tại Thái Lan (tiếng Thái: สถานเอกอัครราชทูตสาธารณรัฐเวียดนามประจำประเทศไทย; tiếng Anh: Embassy of the Republic of Vietnam in Thailand), thường gọi là Đại sứ quán Nam Việt Nam tại Thái Lan, là cơ quan đại diện ngoại giao do Việt Nam Cộng hòa thành lập tại thủ đô Bangkok của Thái Lan. Cơ quan này đã đóng cửa sau khi Sài Gòn thất thủ ngày 30 tháng 4 năm 1975.

## Lịch sử
Tên gọi ban đầu là Công sứ quán Quốc gia Việt Nam tại Thái Lan chính thức thành lập vào năm 1951, sau đó nâng cấp thành đại sứ quán vào năm 1955. Sau khi chính thể Việt Nam Cộng hòa hình thành vào ngày 26 tháng 10 năm 1955, cơ quan này được đổi tên thành Đại sứ quán Việt Nam Cộng hòa tại Thái Lan, và tồn tại cho đến khi đóng cửa vào năm 1975.

## Danh sách Đại sứ

### Công sứ Quốc gia Việt Nam tại Thái Lan (1951–1955)
Năm 1951, chính phủ Quốc gia Việt Nam thiết lập quan hệ ngoại giao với chính phủ Thái Lan. Cùng năm đó, Quốc gia Việt Nam cử công sứ thường trú đầu tiên. Đến năm 1955, công sứ quán được nâng cấp thành đại sứ quán.
| TT | Tên gọi          | Bổ nhiệm | Nhậm chức | Trình Quốc thư | Rời chức | Cấp bậc | Chức vụ                     | Ghi chú                                                                                   | Ghi chú |
| -- | ---------------- | -------- | --------- | -------------- | -------- | ------- | --------------------------- | ----------------------------------------------------------------------------------------- | ------- |
| 1  | Nguyễn Khoa Toàn |          | 1951      |                | 1955     | Công sứ | Công sứ đặc mệnh toàn quyền | Công sứ đầu tiên của Quốc gia Việt Nam tại Thái Lan sau khi thiết lập quan hệ ngoại giao. |         |

### Đại sứ Việt Nam Cộng hòa tại Thái Lan (1955–1975)
Năm 1955, Việt Nam Cộng hòa nâng cấp trưởng phái bộ ngoại giao thường trú lên thành đại sứ.
| TT | Tên gọi          | Bổ nhiệm | Nhậm chức        | Trình Quốc thư | Rời chức         | Cấp bậc | Chức vụ                    | Ghi chú | Ghi chú |
| -- | ---------------- | -------- | ---------------- | -------------- | ---------------- | ------- | -------------------------- | --- | ------- |
| 1  | Mai Văn Hàm      |          | 1955             |                | 1958             | Đại sứ  | Đại sứ đặc mệnh toàn quyền | Đại sứ đầu tiên của Việt Nam Cộng hòa tại Thái Lan sau khi hai nước thiết lập quan hệ ngoại giao, về sau ông qua đời vào năm 1971.         |         |
| 2  | Lê Văn An        |          | 1958             |                | 1961             | Đại sứ  | Đại sứ đặc mệnh toàn quyền | |         |
| 3  | Cao Thái Bảo     |          | 1961             |                | 1963             | Đại sứ  | Đại sứ đặc mệnh toàn quyền | |         |
| 4  | Thái Quang Hoàng |          | 1963             |                | 1966             | Đại sứ  | Đại sứ đặc mệnh toàn quyền | |         |
| 5  | Đinh Trịnh Chính |          | Tháng 2 năm 1967 |                | Tháng 2 năm 1970 | Đại sứ  | Đại sứ đặc mệnh toàn quyền | |         |
| 6  | Trần Ngọc Tám    |          | Tháng 7 năm 1972 |                | Tháng 5 năm 1975 | Đại sứ  | Đại sứ đặc mệnh toàn quyền | Vị đại sứ cuối cùng, sau khi đại sứ quán đóng cửa vào tháng 5, ông đành phải lưu vong sang Mỹ và qua đời tại bang California vào năm 2011. |         |